# Hardstyle Fish
Hardstyle Fish è un singolo del gruppo musicale russo Little Big e della cantante svedese Little Sis Nora pubblicato l'8 febbraio 2024.
La canzone è stata prodotta da Christoffer Sangré e AronChupa, fratello di Nora.

## Video musicale
Il videoclip della canzone è stato pubblicato l'8 febbraio 2024 sul canale YouTube della band.
Esso vede i Little Big (Il'ja Pruisikin e Son'ja Tajurskaja) e Little Sis Nora protagonisti in un mondo marino: Nora e Son'ja vestite con capi sportivi e Il'ja da pesce, motivo per cui nella canzone dichiara di essere un "Hardstyle Fish".
All'interno della clip sono presenti vari riferimenti a personaggi animati legati al mondo marino come Baby Shark, SpongeBob SquarePants, Patrick Stella e la principessa Disney Ariel.

## Tracce
Testi di Aron Michael Ekberg e Christoffer Sangré, musiche di Aron Michael Ekberg e Christoffer Sangré.
1. Hardstyle Fish – 2:36